# Alberto IV de Baviera
Alberto IV de Baviera-Múnich (15 de diciembre de 1447, Múnich- 18 de marzo de 1508, Múnich), fue desde 1467 duque de Baviera-Múnich y, a partir de 1503 duque de toda Baviera.

## Vida
Era hijo de Alberto III y de Ana de Brunswick-Grubenhagen-Einbeck. Tras la muerte de su hermano mayor Juan IV, dejó su carrera espiritual y volvió de Pavía a Múnich. Cuando sus hermanos Christóbal y Wolfgang renunciaron, Alberto se convirtió en duque, pero se creó un nuevo ducado, Baviera-Dachau, del antiguo ducado de Baviera-Múnich para su hermano el duque Segismundo en 1467. Después de la muerte de Segismundo en 1501, este se reintegró de nuevo a Baviera-Múnich.
Debido a las presiones de su suegro, el emperador Federico III, Alberto decidió devolver las adquisiciones territoriales en Suabia en 1492 para evitar así un conflicto con los Habsburgo.
Después de la muerte del último duque de Baviera-Landshut, Jorge el Rico, en 1503 Alberto logró reunir toda Baviera tras una terrible guerra contra los herederos de Jorge, la línea palatina de la familia Wittelsbach, pero tuvo que ceder Kufstein a su cuñado, el emperador Maximiliano I, como compensación por su apoyo. Para la rama del Palatinado se creó un nuevo ducado, el Palatinado-Neoburgo.

### Matrimonio e hijos
Alberto IV se casó el 3 de enero de 1487 en Innsbruck con la archiduquesa austriaca Cunegunda de Habsburgo (1465-1520), hija de emperador Federico III y de su esposa la infanta Leonor de Portugal y Aragón. De esta unión nacieron:
- Sidonia (1488-1505), casada con Luis V del Palatinado.
- Sibila (1489-1519) casada en 1511 con su cuñado el elector Luis V del Palatinado (1478-1544).
- Sabina (1492-1564) casada entre 1511 y 1515 con el duque Ulrico I de Württemberg (1487-1550).
- Guillermo (1493-1550), sucesor de su padre con el nombre de Guillermo IV y casado en 1522 con María Jacoba de Baden (1507-1580).
- Luis (1495-1545), sucesor de su padre con el nombre de Luis X.
- Susana (1499-1500).
- Ernesto (1500-1560), Administrador del obispado de Passau y arzobispo de Salzburgo.
- Susana (1502-1543), casada en primeras nupcias (1518) con el margrave Casimiro de Brandenburgo-Kulmbach († 1527) y en segundas nupcias (1529) con Otón Enrique del Palatinado († 1559).